# 植竹三右衛門 (1854年生の実業家)
先代 植竹 三右衛門（うえたけ さんえもん、1854年3月13日〈安政元年2月15日〉 - 1933年〈昭和8年〉7月6日）は、日本の政治家（貴族院議員）、実業家、資産家、篤農家、味噌醤油醸造家、栃木県の大地主、栃木県地主会顧問、栃木県多額納税者、宇都宮商業会議所特別議員。勲四等。族籍は栃木県平民。

## 経歴
下野国那須郡、のちの栃木県那須郡川西町（現大田原市）で三右衛門（のち三重郎）の二男として生まれた。家は代々素封家として知られた。1874年、家督を相続し、幼名・虎次郎を改め、三右衛門を襲名した。農業、味噌醤油醸造業を営む。傍ら殖産興業に鋭意し、実業界に活躍し、公共慈善事業に尽くした。
1899年、氏家銀行を1900年、那須商業銀行等を起こして取締役となった。1911年、栃木県多額納税者として貴族院議員に互選され、同年9月29日から1918年9月28日まで1期在任した。植林に志し1914年、下野造林を創設して顧問となり、息子・熊次郎を社長とした。荒蕪地を開拓し美田良圃とした。
栃木県農工銀行頭取、東海銀行副頭取、氏家銀行、宇都宮瓦斯、日本製麻、下野新聞各取締役、東洋薬品監査役などをつとめる。

## 人物
貴族院多額納税者議員選挙の互選資格を有する。宗教は浄土宗。趣味は音曲。住所は栃木県那須郡川西町大字黒羽向町、東京牛込市谷山伏町。栃木県在籍。

## 家族・親族
植竹家
- 父・三重郎（前名・三右衛門[10]、栃木平民[5]）
- 妻・マツ（1855年 - ?、栃木、君島五郎の従姉[15][16]）
- 女・クマ（1875年 - ?）[5]
- 二女・マサ（1886年 - ?、栃木、島田雄三郎の長男・兵一郎の妻）[6]
- 三女・カネ（1890年 - ?、栃木、村上秀四郎の長男・登喜の妻）[6]
- 男・三右衛門（1877年 - ?、前名・熊次郎[5]、栃木県多額納税者、東野鉄道、下野木材、帝國造林各社長）
  - 同妻・テツ（栃木、猪俣槇之助の妹）[6]
- 二男・龍三郎（1880年 - 1942年、塩原電車、日光登山鉄道各社長、衆議院議員）[15]
  - 同妻・スエ（福井、右近権左衛門の妹）[15]
- 三男・喜四郎（1884年 - 1963年、歌人、筆名は岸良雄、植竹書院の創業者）
- 四男・清六（1889年 - ?）[15]
- 孫[6][16]
- 曾孫・澄子（1922年生）、熊次郎の二女の娘。御木本美隆（御木本幸吉の孫）の妻。ピアニスト

親戚
- 君島五郎（明賀屋、温泉旅館業）
- 十一代目右近権左衛門（福井県多額納税者、海運業、右近商事社長）
- 十代目右近権左衛門（日本海上保険社長）